# Szepho
Szepho (hangul: 세포군, Szepho-kun, handzsa: 洗浦郡, RR: Sep'o-kun) megye Észak-Koreában, Kangvon (Kangwŏn) tartományban. 1952-ben hozták létre Phjonggang (P'yŏnggang), Höjang (Hoeyang) és Anbjon (Anbyŏn) megyék külterületéből és emelték megyei rangra.

## Földrajza
Északról Koszan (Kosan) és Poptong (Pŏptong), keletről Höjang (Hoeyang), délről Kimhva (Kimhwa) és Phjonggang (P'yŏnggang), nyugatról Phangjo (P'an'gyo) és Icshon (Ich'ŏn) és Poptong (Pŏptong) határolja.
Legmagasabb pontja az 1528 méter magas Cshueszan (추애산; 楸愛山, Ch'uaesan).

## Közigazgatása
1 községből (up (ŭp)), 24 faluból (ri (ri)) és 1 munkásnegyedből (rodongdzsagu (rodongjagu)) áll:
| - Szepho-up (세포읍; 洗浦邑, Sep'o-ŭp) - Csangcshon-rodongdzsagu (장촌로동자구; 墻村勞動者區, Changch'on-rodongjagu) - Kiszan-ri (기산리; 箕山里, Kisan-ri) - Nephjong-ri (내평리; 內坪里, Naep'yŏng-ri) - Tegok-ri (대곡리; 大谷里, Taegok-ri) - Temun-ri (대문리; 大門里, Taemun-ri) - Rimok-ri (리목리; 梨木里, Rimok-ri) - Pekszan-ri (백산리; 栢山里, Paeksan-ri) - Pongman-ri (복만리; 福滿里, Pongman-ri) - Pukphjong-ri (북평리; 北坪里, Pukp'yŏng-ri) - Szambang-ri (삼방리; 三防里, Sambang-ri) - Szangszul-ri (상술리; 上述里, Sangsul-ri) - Szoha-ri (서하리; 西下里, Sŏha-ri) | - Szongszan-ri (성산리; 城山里, Sŏngsan-ri) - Szongphjong-ri (성평리; 城坪里, Sŏngp'yŏng-ri) - Szongpho-ri (송포리; 松浦里, Songp'o-ri) - Sindong-ri (신동리; 新洞里, Sindong-ri) - Sinszeng-ri (신생리; 新生里, Sinsaeng-ri) - Jakszu-ri (약수리; 藥水里, Yaksu-ri) - Vonnam-ri (원남리; 遠南里, Wŏnnam-ri) - Jujon-ri (유연리; 楡淵里, Yuyŏn-ri) - Csongdong-ri (정동리; 鼎洞里, Chŏngdong-ri) - Csungszam-ri (중삼리; 中三里, Chungsam-ri) - Csungphjong-ri (중평리; 中坪里, Chungp'yŏng-ri) - Cshongi-ri (천기리; 泉岐里, Ch'ŏn'gi-ri) - Huphjong-ri (후평리; 後坪里, Hup'yŏng-ri) |

## Gazdaság
Szepho (Sep'o) megye gazdasága ruhaiparra, bőrdíszműiparra és acéltermékek gyártására épül.

## Oktatás
Szepho (Sep'o) megye egy mezőgazdasági főiskolának, 28 általános és 25 középiskolának ad otthont.

## Egészségügy
A megye számos egészségügyi intézménnyel rendelkezik, köztük 1 megyei és kb. 30 helyi kórházzal.

## Közlekedés
A megye közutakon a szomszédos helységek felől közelíthető meg. A megye vasúti kapcsolattal rendelkezik, a Kangvon (Kangwŏn) és Cshongnjon Icshon (Ch'ŏngnyŏn Ich'ŏn) vonalak része.